# Theodor Dybdal
Theodor Dybdal (født 5. januar 1856 i Vorbasse, død 13. marts 1939 i København) var etatsråd, politidirektør og borgmester i Københavns Kommune i Magistratens 1. afd. 1898-1917.
Dybdal var søn af sognepræst P.C.A. Dybdal og hustru f. Christensen. Han blev student (privat dimit.) 1874, cand.jur. 1879 og var sagførerfuldmægtig 1879-88. Han var assistent i Indenrigsministeriet 1883, fuldmægtig 1894, sekretær i Københavns Understøttelsesforening (senere medlem af hovedbestyrelsen) 1888.
Han var borgmester for Magistratens 1. Afdeling fra 1897 og indtil 1917, hvor han blev udnævnt til direktør for Københavns Politi, hvilket han var indtil 1926.
Dybdal var også medlem af Københavns Skoledirektion, formand for Bestyrelseskommissionen, for Begravelsesvæsenet i København, for Københavns kommunale Arbejdsanvisningskontor, for Kommissionen til Bedømmelse af Svendeprøver i København, for Det tekniske Selskabs Skoles bestyrelse og formand for Foreningen til Lærerinders Understøttelse og for Københavns social-filantropiske Selakab til Afhjælpning af Bolignøden, medlem af bestyrelsen for Foreningen til forvildede unge Pigers Frelse og af Sparekassen for Kjøbenhavn og Omegn, næstformand for Laane- og Sparekassen for Embeds- og Bestillingsmænd, medlem af hovedbestyrelsen for Københavns Kommunes Folkebiblioteker og af bestyrelsen for Ny Carlsberg Glyptotek. Han var bl.a. Kommandør af 1. grad af Dannebrogordenen, Dannebrogsmand og ridder af Æreslegionen.
Han var gift m. Alma f. Grove-Rasmussen, f. 7. april 1871 i Skærbæk, Nordslesvig.